# Stolmen
Stolmen es una isla del municipio de Austevollen al provincia de Hordaland, Noruega. Se ubica al norte del Selbjørnsfjorden. La isla de Selbjørn está al este, Huftarøy y Hundvåko al noreste y las islas de Stora Kalsøy, Litla Kalsøya y Møkster al norte.
En el 2007 contaba con 206 habitantes. La principal zona urbana es la villa de Våge, al sur de la isla. Otros asentamientos son Årland en el centro y Kvalvåg en el norte. La iglesia de Møkster se ubica en Kvalvåg. El puente Stolma conecta Stolmen con Selbjørn.
El punto más alto de la isla es el monte Såta. Såta proviene de såte (que significa «heno») ya que la forma de la montaña se asemeja a un fardo de heno en forma de cono.